# オラノ
オラノ (フランス語: Orano）はフランスの核燃料サイクル企業である。
パリ近郊のクールブヴォアに本社を置く、世界最大の原子力産業会社で、傘下に複数の原子力産業企業を有していたアレヴァ (フランス語: AREVA S.A.) の再編によって誕生した。

## 歴史
フランスの原子力政策はフランス原子力庁 (CEA) が主導し、民間企業のフラマトムが原子炉プラントの製造を、CEA子会社のコジェマが核燃料製造を担当する分業体制にあり、フラマトムはフランス電力 (EDF, 旧フランス電力公社) から原子炉プラントの発注を独占してきた。
1980年代以降、フランス電力からの受注がプラント需要の一巡により激減し、フラマトムは経営の多角化や合併を模索するようになった。2001年、同じくプラント需要低迷に危機を迎えていたドイツ・シーメンスの原子力部門を買収し、社名をフラマトムANP(Framatome ANP)とした。同年、CEA傘下のコジェマと共同持株会社を設立し、傘下に原子力部門 (Areva NP)、原子燃料部門 (Areva NC)、送電設備部門 (Areva T&D) を傘下に持つ複合企業Areva SAが誕生した。同社は公的機関と共同で、STマイクロエレクトロニクス株式の27%を保有していた。
国有化以前はユーロネクスト・パリ (CEI) に上場する持株会社であった。2011年7月よりアンヌ・ロベルジョンに替わりリュック・ウルセルが社長と最高経営責任者 (CEO) を兼務していた。
2000年代から始まったオルキルオト原子力発電所3号機建設プロジェクト等の欧州加圧水型炉事業の遅滞やそれに伴う訴訟の影響で建設費用が膨らみ、多額の赤字を出すようになる。2014年度に約50億ユーロの損失に陥り、経営再建中。2015年度には約20億ユーロの損失、2016年度は約6億ユーロの損失と、損失は減少傾向にある。
2017年に傘下の原子炉メーカー、アレヴァNP（母体は旧フラマトム）がフランス電力へ売却され、2018年に新生フラマトムとしてアレヴァグループよりスピンアウトした。
2018年1月23日、アレヴァNCなどを統合して2017年に新設された核燃料サイクル会社としてのアレヴァSAはオラノへと改称した。今後アレヴァの名称は従来の持株会社であったアレヴァSAにのみ用いられる。

## 旧主要傘下企業
Areva NP
旧フラマトム ANP。原子力プラント部門の中核で、フランスとドイツ以外に中国など新興諸国での受注実績がある。旧フラマトムは米ウェスティングハウス・エレクトリックから加圧水型原子炉の技術を導入し、現在は国産技術化した。日本の原子力企業のうち三菱重工業と提携している。設立経緯から持株会社Areva SAが株式の66%を保有し、シーメンスが残り34%を保有していた。一時期は三菱原子燃料（三菱重工・三菱マテリアル傘下）の3割を出資する株主であった。
Areva NC
旧コジェマ。ラ・アーグ再処理工場とマルクール原子力地区に核燃料加工と再処理工場を有し、原子炉へ燃料を供給している。原料調達も行い、主にニジェール、カナダ、オーストラリア、カザフスタンに権益を有する。
Areva T&D
アルストムの発・送電プラント部門を買収して誕生した。Areva NP向けにタービン、発電機を供給し、送電設備や関連情報システム部門も有する。

## 日本との関わり
- 青森県六ヶ所村にある日本原燃の核燃料サイクル施設に、同社の技術が使われている。[9]
- 三菱重工業のアレヴァへの資本参加が計画されていたが[10]、フランス政府が難色を示したため[11]交渉は一時凍結された。再編時に一部のオラノの株式を日本企業が保有した。
- 東日本大震災による東京電力福島第一原子力発電所の事故で、一連の作業によって生じた高濃度汚染水を浄化する設備を、アメリカのキュリオン（Kurion）社とともに提供することになった。